# Þórisvatn
Þórisvatn je najveće islandsko jezero. Nalazi se na islandskim visoravnima, južno od ceste Sprengisandur. Ima površinu od 88 km2 i duboko je oko 109 metara. Napaja se iz rijeke Þjórsá koja silazi niz ledenjak Hofsjökull. Poput mnogih islandskih ledenjačkih ili vulkanskih jezera ono ima tirkizno-zelenu boju.